# Galene
Galene (en grec antic Γαλήνη) va ser segons la mitologia grega, una de les cinquanta Nereides, filla de Nereu, un déu marí fill de Pontos, i de Doris, una nimfa filla d'Oceà i de Tetis.
El seu nom significa la serenor, la quietud del mar, i els antics creien que aquesta nereida personificava els mars tranquils.
La cita Hesíode a la llista on enumera les nereides. Eurípides diu que Galene era filla de Pontos. Pausànias diu que tenia una estàtua al costat de la de Talassa, entre les ofrenes a Posidó que hi havia a la ciutat de Corint.